# 陈文辉 (中国政治人物)
陈文辉（1963年4月—），男，汉族，江西吉水人，中华人民共和国政治人物，曾任中国保险监督管理委员会副主席，中国银行保险监督管理委员会副主席。

## 生平
1983年毕业于吉安师范专科学校数学系数学专业，后在江西省吉水县水南中学担任教师。1988年硕士研究生毕业于哈尔滨船舶工程学院社会科学系政治经济学专业，进入中国船舶工业总公司北京船舶工业管理干部学院担任教师。1993年博士研究生毕业于中国社会科学院研究生院工业经济系工业经济专业。此后历任国家经济体制改革委员会中国期货市场咨询中心主任助理，中国人保信托投资公司开发部副总经理、总经理，投资银行部总经理等职。1998年后，历任中国保险监督管理委员会保险中介监管部主任、人身保险监管部主任、主席助理等职。2011年8月至2018年3月，任中国保险监督管理委员会副主席。2018年3月至2018年8月，任中国银行保险监督管理委员会副主席。2018年9月至2023年5月，任全国社会保障基金理事会副理事长。